# Janganahalli, Malur
Janganahalli là một làng thuộc tehsil Malur, huyện Kolar, bang Karnataka, Ấn Độ.